# William Bannerman
Pour les articles homonymes, voir Bannerman.
William Bannerman (5 novembre 1841-1914) est un homme politique canadien de l'Ontario. Il est député fédéral conservateur de la circonscription ontarienne de Renfrew-Sud de 1878 à 1882.

## Biographie
Né à Kildonan dans le Sutherland en Écosse, Bannerman étudie en Écosse avant d'émigrer dans le Canada-Ouest en 1857. Il travaille ensuite comme commis dans la boutique de son oncle dans le comté de McNab (en) pendant sept ans et siège également comme préfet du canton pendant trois ans.
Défait en 1874, il est à nouveau défait lors d'une élection partielle en 1875. Élu en 1878, il est défait en 1882.